# Rodger Bumpass

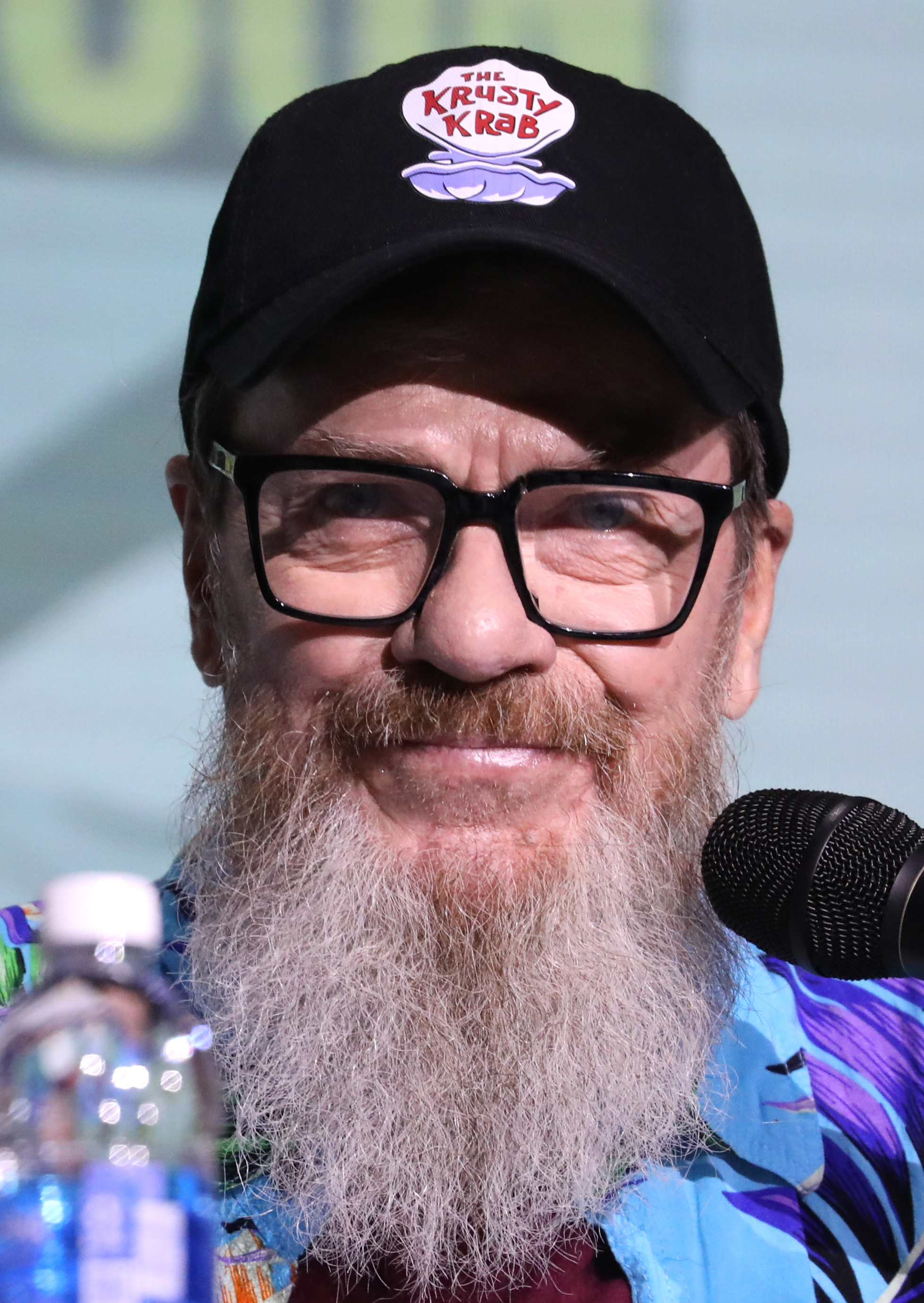
Rodger Bumpass (2024)

Rodger Albert Bumpass (* 20. November 1951 in Little Rock, Arkansas) ist ein US-amerikanischer Schauspieler und Synchronsprecher.

## Leben
Bumpass besuchte die Little Rock Central High School, wo er seine ersten Erfahrungen im Theater sammelte. Er besuchte die Arkansas State University, wo sein Schwerpunkt auf Internetradio und Theater ausgelegt war. Später arbeitete er in mehreren Gebieten als Sprecher, Filmentwickler, Kameramann, Audiotechniker und technischer Leiter.
Während er beim Sender KAIT tätig war, schrieb, produzierte und spielte er auch in einem nächtlichen Komödienprogramm namens Mid-Century Nonsense Festival Featuring Kumquat Theater. 1976 schloss er sein Studium am A-State ab; nach Empfehlung eines Professors am A-State, dass Bumpass doch professionelles Theater in Betracht ziehen sollte, ging er im Juni 1977 nach New York.

## Karriere

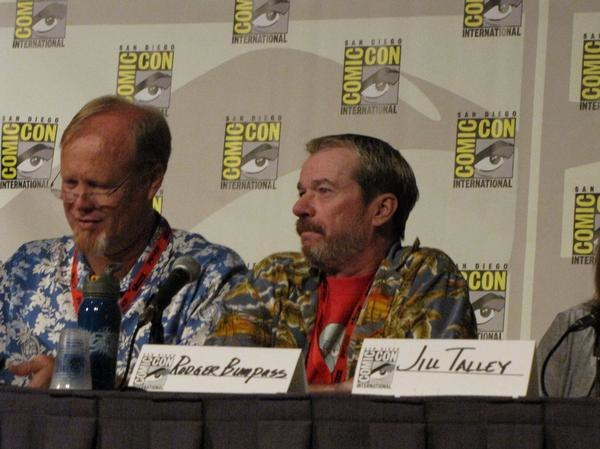
Bill Fagerbakke (links) und Rodger Bumpass bei der San Diego Comic-Con (2009)

1977 spielte er eine Rolle in der Musik- und Comedy-Roadshow That’s Not Funny, That’s Sick des National Lampoon und tourte mit diesen bis 1978. Im selben Jahr trat er für HBO im Fernsehspezial Disco Beaver from Outer Space auf. Im Jahr 1979 wurde Bumpass in einer Hauptrolle in einem National-Lampoon-Film mit dem Titel Jaws 3, People 0 besetzt. Der Film wurde jedoch aufgrund von Einwänden der Produzenten des Films Der weiße Hai abgesagt. 1980 schuf Bumpass den Charakter „Fartman“, um auf der National-Lampoon-LP The White Album zu erscheinen, der später den gleichnamigen Howard-Stern-Charakter inspirierte.
Bumpass ist heute als Synchronsprecher aktiv. Er ist am besten bekannt als die Stimme von Thaddäus Tentakel und vielen anderen Charakteren in der Nickelodeon-Animationsserie SpongeBob Schwammkopf.
2012 wurde Bumpass für den Daytime Emmy Award für seine Rolle als Thaddäus Tentakel in SpongeBob Schwammkopf nominiert.

## Filmrollen (Auswahl)
- 1983: Hart aber herzlich (Hart to Hart, Fernsehserie, Folge Gute Reise, Max!)
- 2004: A Boyfriend for Christmas

## Sprechrollen (Auswahl)
- 1994–1999: als The Chief in Where on Earth is Carmen Sandiego?
- seit 1999: als Thaddäus Tentakel in SpongeBob Schwammkopf
- 2001–2003: als Prof. Membrane in Invader Zim
- 2003–2005: als Dr. Light in Teen Titans